# Schizotaenia prognatha
Schizotaenia prognatha är en mångfotingart som beskrevs av Cook 1896. Schizotaenia prognatha ingår i släktet Schizotaenia och familjen storjordkrypare.
Artens utbredningsområde är Liberia. Inga underarter finns listade i Catalogue of Life.